# Слугер
Слугер або Слугар (від: слуга) — історичний титул або чин, адміністративна посада боярина при дворах Господарів князівств Молдови та Волощині. Займався постачанням м'яса, а іноді й свічками та іншими товарами, та розподілом їх при дворі та у війську. Також дбав про постачання продовольства для офіційних турецьких чи татарських делегацій.
Походить від слов'янського "слуга". В середньовічних документах Молдовського князівства зустрічаються назви slugar або služar.

## Історія
Посада "слуга" застосовувався при дворах князів Великого князівства Київського (Київської Руси) та Королівства Руського. До 14 століття землі Молдови входили до складу Королівства Русі. Урядники та інші посадовці Молдавських земель мали такі самі титули як у Київській Русі (Великому князівстві Київському) та Руському Королівстві. Після 14 століття (занепаду Руського королівства) в Молдовському князівстві збереглись назви урядників - дворник (ворник), стольник, армаш, постельник та інші, що мали слов'янське походження.
Відповідав за постачання та розподіл серед двірської челяді та війська м'ясних пайків та інших товарів. 
Існували "val služar" (Великий Служар) та "mara služar" (Малий Служар). Роль була подібною до ролі інтенданта або господаря комори. Великий Служар був одним із восьми бояр, які складали Раду Господаря (Диван). Також існували й титули: слугар другого раншу і слугар третього рангу.
У Валахії Великий Слугар мав привозити м’ясо, особливо яловичину, необхідне для королівського двору. За деякими джерелами sluger також відповідав за збір цього (м'ясного) податку. 
У Молдові перша документальна згадка про слугаря датується 13 червня 1456 р.
Перша документальна згадка про слугаря у Валахії датується 7 листопада 1480 р. 
Після 1738 р. титул залишився лише символічним. Після запровадження Органічного регламенту 1831 року, посада і функції слугаря були замінені на інші.